# Бідайик (Джангельдинський район)
Бідайи́к (каз. Бидайық) — село у складі Джангельдинського району Костанайської області Казахстану. Входить до складу Кизбельського сільського округу.
Населення — 94 особи (2021; 161 у 2009, 389 у 1999, 991 у 1989).